# Reliance Building
Reliance Building w Chicago na rogu  Washington i State – jeden z pierwszych na świecie drapaczy chmur zbudowany w latach 1890–94 według projektu Daniela Burnhama. 16 kondygnacji, stalowa konstrukcja pokryta płytkami z terakoty sprawia wrażenie lekkiej i jasnej. Burnham zastosował szerokie okna – "szklaną fasadę",  która na świecie przyjęła się dopiero w połowie XX wieku. Budynek popadł w latach 70. w ruinę. Uratowany od rozbiórki został gruntownie odrestaurowany (włącznie z wnętrzami) w 1995 r. Dziś mieści się w nim Hotel Burnham.